# Alain Lambert (homme politique)
Ne doit pas être confondu avec le poète Alain Lambert
Pour les articles homonymes, voir Lambert.
Alain Lambert, né le 20 juillet 1946 à Alençon (Orne), est un homme politique français.
Il est considéré comme l'un des pères de la loi organique relative aux lois de finances de 2001 avec Didier Migaud. Il préside le Conseil national d'évaluation des normes de 2013 à 2023.

## Biographie
Notaire de profession, il s'engage en politique en 1983, et devient conseiller municipal d'opposition d'Alençon, en 1983, puis conseiller général de l'Orne en 1985, puis vice-président du conseil régional de Basse-Normandie en 1986, puis maire d'Alençon en 1989, puis sénateur de l'Orne en 1992, et ministre délégué au Budget en 2002.
Maire UDF d'Alençon de 1989 à 2002, il démissionne de ses fonctions pour devenir ministre délégué au Budget en 2002, ne restant que président de la communauté urbaine d'Alençon.
Sénateur de l'Orne (1992-2002, membre de la Commission des finances et de l'Union centriste), il fut d'abord rapporteur du budget de la justice, puis rapporteur général du budget en 1995, et enfin président de la Commission des finances en octobre 1998. Avec Didier Migaud, il est l'un des pères de la LOLF, dispositif budgétaire qui a pour but de fixer des objectifs à l'action de l'État. Selon lui, l'objectif de cette loi était de faire en sorte que « les finances publiques puissent être comprises par des ménages comme si c'était le budget de leur ménage ».
Durant son passage au gouvernement, il annonce que la réduction du déficit budgétaire est son unique priorité. Il retrouve son poste de sénateur en 2004.
Il est élu président du conseil général de l'Orne le 14 décembre 2007, à la suite de la démission de Gérard Burel. Prenant à plusieurs reprises des libertés vis-à-vis de la majorité présidentielle, sur la réforme des institutions et le financement du RSA notamment, il se déclare candidat à la présidence du Sénat en septembre 2008, puis se rallie à Gérard Larcher.
En février 2009, alors qu'il est conseiller général d'Alençon-3 et président du conseil général, il surprend en se présentant dans le canton de Putanges en remplacement d'Amaury de Saint-Quentin, pour repousser l'échéance de son renouvellement à la tête du département à 2014 plutôt que 2011. Élu au second tour le 15 février avec 55,12 %, il abandonne son siège d'Alençon-3.
Il est réélu président du conseil départemental en avril 2015 mais démissionne le 17 février 2017 du poste de président du conseil départemental pour des raisons médicales ,,.
Désigné chef de file de l'UMP aux régionales 2010 en Basse-Normandie par les militants de cette région le 22 mars 2009 par 1385 voix (54,49 %) contre 1152 (45,41 %) à Nicole Ameline, il renonce à mener la droite bas-normande six mois plus tard, invoquant l'absence de consensus autour de sa candidature.
Le 13 octobre 2010, Alain Lambert est nommé conseiller-maître à la Cour des Comptes et abandonne alors son siège de sénateur le 18 octobre 2010, sa nouvelle fonction de magistrat étant incompatible avec un mandat parlementaire.
Il soutient la candidature de François Bayrou à la présidentielle de 2012.
En décembre 2012, il est chargé, avec Jean-Claude Boulard, d'une mission auprès du comité interministériel pour la modernisation de l'action publique pour établir une liste de normes à abroger pour les collectivités territoriales. Il est nommé au poste de médiateur des normes applicables aux collectivités territoriales le 11 mars 2014.
Il a été membre de la Jeune Chambre économique française et bien qu'il le réfute, franc-maçon.
Le 29 janvier 2025, Alain Lambert est reconnu coupable de trafic d’influence et condamné à deux ans de prison avec sursis simple, à une amende de 100 000 € et trois ans d’inéligibilité.
Il est marié avec Catherine Noal, fille de Pierre Noal, résistant puis député de l’Orne de 1973 à 1978.

## Détail des mandats et fonctions

### Fonctions gouvernementales
- Ministre délégué au Budget du gouvernement Jean-Pierre Raffarin (1) (du 7 mai au 17 juin 2002)
- Ministre délégué au Budget et à la Réforme budgétaire du gouvernement Jean-Pierre Raffarin (2) (du 17 juin 2002 au 30 mars 2004)

### Anciens mandats
- Conseiller général du canton d'Alençon-3 (1985-1992 puis 2004-2009)
- Maire d'Alençon (1989-2002)
- Vice-président du conseil régional de Basse-Normandie (1986-1989)
- Président du district de l'agglomération alençonnaise (1989-1996) puis de la Communauté urbaine d'Alençon (1996-2004 puis 2006-2008)
- Sénateur de l'Orne (1992-2002 et 2004-2010)
- Président du conseil départemental de l'Orne (2007-2017)
- Conseiller départemental du canton de Putanges-Pont-Écrepin (2009-2015)
- Conseiller départemental du Canton de Damigny (2015-2021)

## Publications
- Déficits publics, la démocratie en danger, Armand Colin, 2013 (ISBN 978-2-200-28754-2 et 2-200-28754-2, OCLC 863124069, lire en ligne).

## Décorations
- Commandeur de la Légion d'honneur au 31 décembre 2020[17]
  -  Officier de la Légion d'honneur (2013)[18]
  -  Chevalier de la Légion d'honneur (2004)[19]
- Officier de l'ordre du Mérite (Pologne, 2014)[20]
- « Grand insigne d’Honneur en or » pour services rendus à la république d’Autriche (Vienne, 14 février 2002).